# Lijst van Belgische adelsverheffingen 1976
Personen die in 1976 in de Belgische adel werden opgenomen of een adellijke titel verwierven.

## Baron
- Carlo Bronne, rechter en historicus, erfelijke adel en persoonlijke titel baron.
- Fernand Lepage, magistraat, erfelijke adel en persoonlijke titel baron.
- Gerard Walschap, schrijver, erfelijke adel en de persoonlijke titel baron.

## Ridder
- Pierre Vandamme, burgemeester van Brugge, persoonlijke adel en de titel ridder, met erfelijke adel voor twee van zijn zoons (voorzijn derde zoon in 1977) en persoonlijke adel voor zijn twee dochters..

## Jonkheer
- Ulric Ernst de la Graete (1929- ), erfelijke adel.
- Christian de la Hamayde (1920- ), erfelijke adel.
- Benoît de la Hamayde (1928- ), erfelijke adel.
- Christian le Polain de Waroux (1921- ), erfelijke adel.
- Etienne le Polain de Waroux (1922- ), erfelijke adel.
- Robert van Rijckevorsel (1921- ), erfelijke adel.
- Gérard-Parfait van Rijckevorsel (1924- ), erfelijke adel.
- René Thibaut de Maisières, verheffing, erfelijke adel